# Capronzuur
Capronzuur, ook wel hexaanzuur genoemd, is een verzadigd vetzuur met de formule C5H11COOH, waarbij de koolstofketen van 6 atomen onvertakt is (C6:0).
Capronzuur is een kleurloze, olieachtige vloeistof die onaangenaam ruikt. De verbinding komt van nature voor in verschillende dierlijke vetten en plantaardige oliën.
Capronzuur, caprylzuur (C8) en caprinezuur (C10) vormen samen 15% van het totale vet in geitenmelk; de namen van deze drie verzadigde vetzuren zijn dan ook afgeleid van de Latijnse naam voor geit, capra.